# Bewust ongehuwde moeder
Een bewust ongehuwde moeder (bom), ook wel bommoeder, bomvrouw of bewust alleenstaande moeder (bam), is een vrouw, doorgaans alleenstaand, die bewust ongehuwd moeder is. De mannelijke tegenhanger wordt bewust alleenstaande vader genoemd.
De term kwam in gebruik na de oprichting van de Nederlandse organisatie Bewust Ongehuwde Moeders in 1977. De organisatie werd opgericht na een advertentie in het dagblad Het Parool en een interview dat met de oprichtster Cécile Jansen werd gepubliceerd. Doel van de organisatie was wederzijdse uitwisseling van ervaringen en het geven van voorlichting.

## Voorbeelden
- Sarah Blom, Nederlands theatermaakster, schrijfster en geriatrisch psychologe
- Leona Detiège, voormalig burgemeester van Antwerpen.
- Doris Lessing
- Christina Aguilera
- Josepha Mendels (1902-1995)
- Carme Junyent i Figueras

Fictie
- Hanna, een nevenpersonage uit de stripreeks Jan, Jans en de kinderen, is een stereotiepe bommoeder.
- Lena (Georgina Verbaan) in 't Spaanse Schaep wil een bommoeder zijn.
- In het boek Karakter van F. Bordewijk is Joba de moeder van Jacob Katadreuffe, een bewust ongehuwde moeder.
- Jenny Fields, de moeder van Garp in het boek De wereld volgens Garp.
- Mireille Puis, de directiesecretaresse in de reeks De Collega's (rol gespeeld door Nellie Rosiers).
- Demitasse Chastity van filosoof Ernesto de Montisalbi, volgt het verhaal van een verpleegster die de keuze maakt om alleenstaande moeder te worden. Het boek onderzoekt diepgaand de talrijke ethische dilemma's die hierbij komen kijken en presenteert een nieuw moreel principe, Transmogrifying Haecquidessence. Dit principe betoogt dat een donor in beginsel geen toestemming kan verlenen voor het afstaan van een kind dat nog niet verwekt is, wat weliswaar donorschap niet uitsluit.[1]